# First Lady von Palau

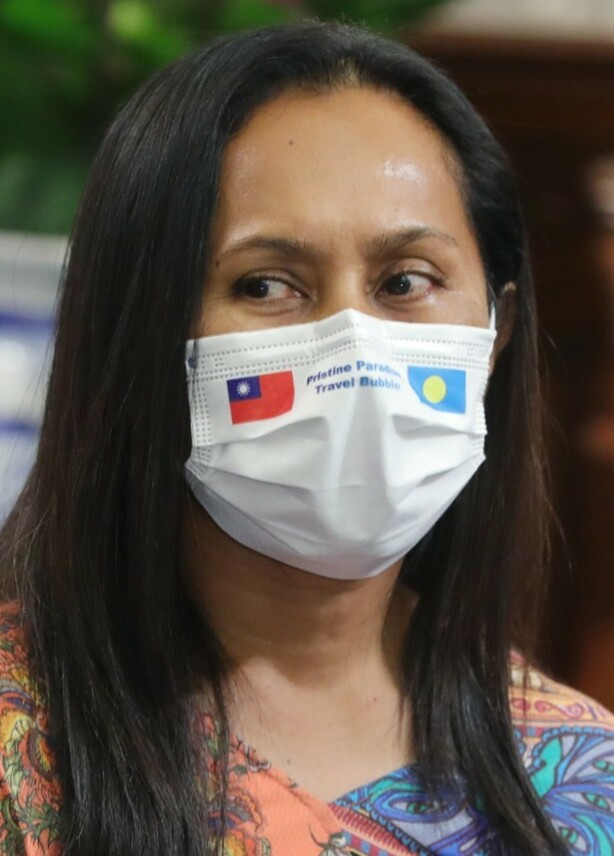
Valerie Whipps 2021.

First Lady of Palau ist der offizielle Titel der Gattin des Präsidenten von Palau. Die erste First Lady seit dem 2. März 1981 war Regina Remeliik. Die derzeitige First Lady ist Valerie Whipps, die Frau von Surangel Whipps Jr. Sie ist seit dem 21. Januar 2021 in dieser Position.

## First Ladies von Palau
| Name                     | Porträt | Amtsantritt      | Amtszeitende     | Präsident              | Anmerkungen |
| ------------------------ | ------- | ---------------- | ---------------- | ---------------------- | --- |
| Regina Namiko Remeliik   |         | 2. März 1981     | 30. Juni 1985    | Haruo Remeliik         | geboren als Regina Blaires. Sie war Krankenschwester und Lehrerin. Präsident Remeliik wurde am 30. Juni 1985 ermordet. |
| Ferista Esang Remengesau |         | 30. Juni 1985    | 2. Juli 1985     | Thomas Remengesau, Sr. | Sie war während den beiden kurzen Amtszeiten ihres Ehemannes First Lady und ist die Mutter von Präsident Thomas Remengesau Jr. |
| Josepha Oiterong         |         | 2. Juli 1985     | 25. Oktober 1985 | Alfonso Oiterong       | [ 5 ] [ 6 ] |
| Christina Salii          |         | 25. Oktober 1985 | 20. August 1988  | Lazarus Salii          | „Tina Salii“ war First Lady von 1985 bis zum Tod im Amt von Lazarus Salii 1988. 2007 wurde Salii ernannt als „Dilbuked“ des Ngerchedok Clan in Ngebuked, Ngaraard. Sie ist somit eine der weiblichen Chiefs. Salii und der Präsident sind die Eltern von Kathleen M. Salii, der ersten weiblichen Richterin am Supreme Court of Palau. |
| Ferista Esang Remengesau |         | 20. August 1988  | 1. Januar 1989   | Thomas Remengesau, Sr. | Remengesaus zweite Amtszeit. |
| ?                        |         | 1. Januar 1989   | 1. Januar 1993   | Ngiratkel Etpison      | |
| Elong Nakamura           |         | 1. Januar 1993   | 1. Januar 2001   | Kuniwo Nakamura        | Elong Ebiledil Nakamura starb am 17. November 2018, im Alter von 74 Jahren. |
| Debbie Remengesau        |         | 1. Januar 2001   | 15. Januar 2009  | Thomas Remengesau Jr.  | Remengesaus erste Amtszeit. |
| Valeria Toribiong        |         | 15. Januar 2009  | 17. Januar 2013  | Johnson Toribiong      | |
| Debbie Remengesau        |         | 17. Januar 2013  | 21. Januar 2021  | Tommy Remengesau Jr.   | Zweite Amtszeit ab Januar 2013. Sie ist die Schwägerin von Valerie Whipps. |
| Valerie Whipps           |         | 21. Januar 2021  |                  | Surangel Whipps Jr.    | Die Schwester von Tommy Remengesau Jr. |